# Stanisławowo (rejon miorski)
Stanisławowo – dawne folwarki. Tereny, na których leżały, znajdują się obecnie na Białorusi, w obwodzie witebskim, w rejonie miorskim, w sielsowiecie Mikołajewo.

## Historia
W czasach zaborów folwark w gminie Mikołajów, w powiecie dzisieńskim, w guberni wileńskiej Imperium Rosyjskiego. Pod koniec XIX wieku należał do Jakowickich.
W latach 1921–1945 folwarki leżały w Polsce, w województwie wileńskim, w powiecie dziśnieńskim, w gminie Mikołajów.
Według Powszechnego Spisu Ludności z 1921 roku zamieszkiwało tu 25 osób, 19 było wyznania rzymskokatolickiego a 6 prawosławnego. Jednocześnie wszyscy mieszkańcy zadeklarowali polską przynależność narodową. Były tu 3 budynki mieszkalne. W 1931 folwark Stanisławowo I w 2 domach zamieszkiwało 9 osób, Stanisławowo II w 2 domach zamieszkiwało 10 osób.
Wierni należeli do parafii prawosławnej w Stefanpolu i rzymskokatolickiej w Dziśnie. Miejscowość podlegała pod Sąd Grodzki w Dziśnie i Okręgowy w Wilnie; właściwy urząd pocztowy mieścił się w Mikołajowie.